# Caos
El caos (palabra que deriva del griego, Χάος Kháos o cháos) habitualmente se refiere a lo impredecible. Caos deriva de la raíz indoeuropea *ghn o *ghen del protoindoeuropeo. Debido a variaciones lingüísticas, el significado de la palabra se desplazó a desorden, confusión.

## Causa y consecuencia
El caos es la complejidad de la supuesta causalidad en la relación entre fenómenos (eventualidad) sin que se observe una traza lineal que relacione la causa con el efecto, sino más bien, un complejo cálculo, que consta de:
- Una delimitación isolineal entre distintos sistemas.
- Un área, como resultado del punto anterior, en la cual se expresan las propiedades.
- Un cálculo integral que define el potencial de trabajo de la propiedad bajo observación.
- Un cálculo diferencial que define la barrera de potencial o resistencia que el medio ofrece.
- Un cálculo de transformación entre los distintos sistemas de referencia, que define las nuevas referencias para definir la integral en un nuevo eje referencial.
- De una interacción que sea capaz de predecir planteamientos hipotéticos y que permita integrarlo como base del conocimiento humano.

La incapacidad de someter el área a absolutamente todas las variables que definen las variaciones, hace imposible conocer con exactitud los acontecimientos futuros. Ya que es imposible tener en cuenta los valores absolutos de las variables que pudieran llegar a afectar, obtenemos como resultado un sistema caótico en el que cualquier fenómeno del universo, por insignificante que sea, tiene el poder potencial de desencadenar una ola de acontecimientos que alteren el sistema completo. Un ejemplo habitual es el Efecto mariposa, que plantea que el aleteo de una mariposa en un rincón del mundo puede desencadenar un tornado en el otro. 
Desde esta perspectiva, la estadística es la única respuesta posible sobre la cual poder trazar una investigación.
En tal aspecto filosófico y, especialmente, epistemológico, se ha tendido a asociar el caos con la incapacidad del hombre de atender a todos los hechos de un espacio concreto y en un instante determinado, teniendo que asumir los conceptos de aleatoriedad, indeterminado, aleatorio, incertidumbre... en oposición al orden o a una posible ratio o logos. En la lucha del hombre ante el medio y la supervivencia del hombre como ser capaz de dominar el medio, hace que sienta la necesidad de superar la antinomia binaria descrita. Desde la segunda mitad del siglo XX el azar (equiparable en términos profanos al caos) y la necesidad (sentimiento natural que empuja a toda especie animal a buscar en cierto modo el orden) son observados, por ejemplo por Jacques L. Monod como dos aspectos complementarios biunívocos en la evolución de lo real, en otras palabras: existen momentos de caos en cuanto son partes de caos ordenado, o mejor dicho, varios órdenes que son partes de un inmenso caos. Un sistema caótico es un sistema sin leyes; ni siquiera la ley de que no hay leyes. Dicho de otra forma, si partimos del axioma de que las relaciones de los entes que componen un sistema caótico no son necesarias, esto permitiría obtener una descripción del sistema, con lo que dejaría de ser caótico; por lo que también tiene que darse en el caos casos donde las relaciones sean necesarias y exista pues cierto orden relativo entre alguno de los entes que lo componen, lo que nos impide determinar siquiera esta variable.
Cuando se procede a catalogar un sistema caótico, se espera poder inferir las propiedades que generan las causas de los efectos visualizados con base en teorías pasadas que fundamentan dicha inferencia y dan la base para nuevos conocimientos, teorías y comportamientos del medio.

## Caos matemático

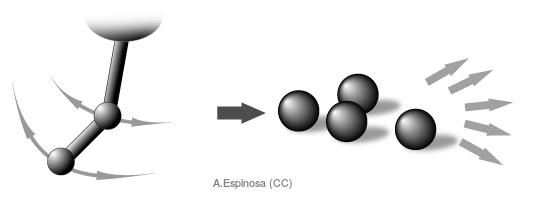
Ejemplos de sistemas caóticos sencillos

Matemáticamente, más en particular en la teoría de sistemas dinámicos, se habla de caos o comportamiento caótico para referirse a un comportamiento determinista aperiódico muy sensible a las condiciones iniciales.
La llamada teoría del Caos fue desarrollada muy especialmente a partir de los años 1960 si bien existen antecedentes muy anteriores como ciertos trabajos de Henri Poincaré (1854-1912).